# Gedenkstätte auf dem Friedhof Breitenfeld

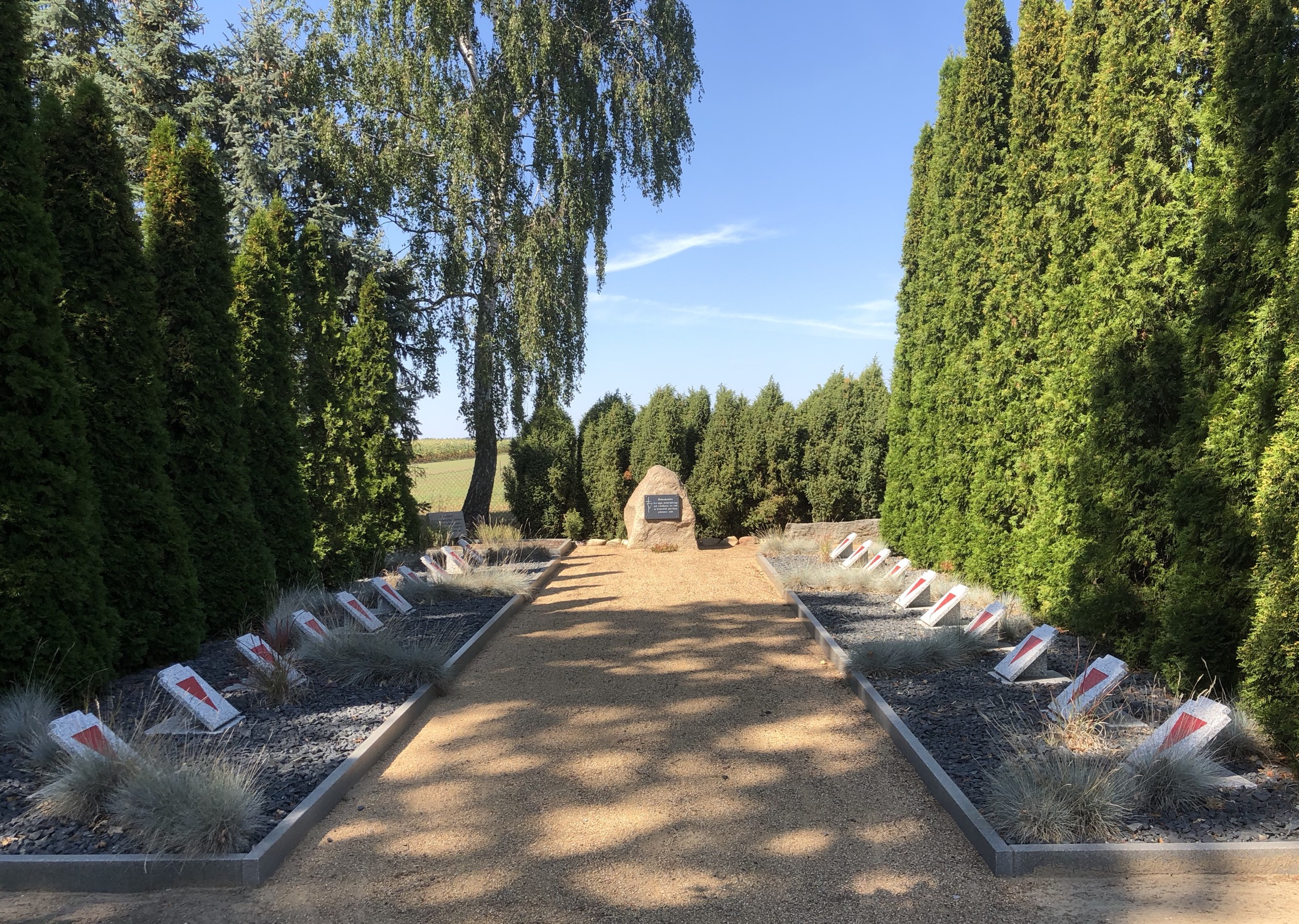
Gedenkstätte auf dem Friedhof Breitenfeld, 2019

Die Gedenkstätte auf dem Friedhof Breitenfeld ist eine denkmalgeschützte Gedenkstätte für KZ-Opfer und Gefallene im zur Stadt Gardelegen gehörenden Dorf Breitenfeld in Sachsen-Anhalt.
Die Gedenkstätte erinnert an 20 hier beigesetzte Opfer des Nationalsozialismus und drei Soldaten. Sie befindet sich am nördlichen Ende des nördlich des Dorfs an der Schwiesauer Straße gelegenen Friedhof Breitenfeld.
Unmittelbar vor Ende des Zweiten Weltkriegs zog am 13. April 1945 ein Todesmarsch von Häftlingen aus den Konzentrationslagern Mittelbau-Dora und Hannover-Stöcken durch Breitenfeld. Er kam vom Bahnhof Mieste über die Hellberge nach Breitenfeld und zog weiter über Schwiesau, Zichtau und Estedt bis nach Gardelegen zur Isenschnibber Feldscheune. 20 der geschwächten Häftlinge wurden dabei im Bereich von Breitenfeld erschossen oder erschlagen und dann letztlich auf dem Friedhof beerdigt. Eine Gedenktafel erinnerte an 20 antifaschistische Widerstandskämpfer. Die Gräber waren bis Anfang 2000 vorhanden und dann wurden die Grabsteine beseitigt, wobei einige der alten maroden Gedenksteine ins Danneil-Museum nach Salzwedel kamen. Die Tafel war bereits abgefallen.
Im Jahr 2002 ist eine neue Gedenktafel enthüllt worden.
2017 wurde die Gedenkstätte von der Hansestadt Gardelegen unter Mitwirkung des Fördervereins der Gedenkstätte Feldscheune Isenschnibbe neu gestaltet und der ursprüngliche Zustand wieder hergestellt.  Die Neueröffnung erfolgte im September 2017. Links und rechts eines Weges sind jeweils zehn einheitlich gestaltete Gräber angeordnet, die mit einem auf einer Spitze stehenden roten Dreieck gekennzeichnet sind. Am Ende des Weges ist ein Findling als Gedenkstein errichtet. An ihm ist die 2002 enthüllte Gedenktafel befestigt.
Ihre Inschrift lautet:
Gedenkstätte

Hier ruhen 20 KZ-Häftlinge

und 3 Soldaten, die 1945

in Breitenfeld ums Leben

gekommen sind.
Links des Gedenksteins, in der nordwestlichen Ecke der Gedenkstätte, befindet sich die Grabanlage für drei deutsche Soldaten. Eine dort aufgestellte Steinplatte trägt die Inschrift:
Ruhestätte

von drei deutschen Soldaten,

die in den letzten Tagen

des Zweiten Weltkrieges

hier ihr Leben verloren.
Im örtlichen Denkmalverzeichnis ist die Gedenkstätte als Gedenkstein unter der Erfassungsnummer 094 98618 als Baudenkmal verzeichnet.
Im Dokumentationszentrum der Gedenkstätte Feldscheune Isenschnibbe Gardelegen thematisiert seit 2020 eine Dauerausstellung die Geschichte der nationalsozialistischen Todesmärsche vom April 1945. Sie erinnert auch an die Ermordung und Bestattung von KZ-Häftlingen an vielen Orten in der Altmark, u. a. an die Grablagen in Breitenfeld.